# Dom przy ul. Piastów 27 w Nowej Rudzie
Dom przy ul. Piastów 27 w Nowej Rudzie – dwukondygnacyjny budynek mieszkalny, zlokalizowany w noworudzkim centrum, ustawiony szczytem do ulicy. Budynek pochodzący z XVIII wieku, być może zbudowany w latach 1700–1736, przebudowany w XX w., jest przykładem dojrzałego baroku, który w Hrabstwie Kłodzkim pojawił się dopiero w latach 70. XVIII w., ozdobiony na zwieńczeniu ściany pięcioma kamiennymi wazonami z czerwonego piaskowca. Dom posiadał portal z kluczem, który zawierał datę 1765 i inicjały. Po przebudowie w roku 1961 portal usunięto.
Przy ul. Piastów znajduje się jeszcze kilka zabytkowych domów o numerach: 1, 5, 7, 19, 21, 23, 25.